# Rossburn (municipalité rurale)
Pour le village en France, voir Rossburn.
Rossburn est une ancienne municipalité rurale du Manitoba située dans l'Ouest de la province près de la réserve Waywayseecappo. Elle est depuis le 1er janvier 2015 fusionnée avec la ville de Rossburn pour former la Municipalité de Rossburn. La population de la municipalité s'établissait à 524 personnes en 2001.

## Démographie
| 2001 | 2006 | 2011  | 2016 |
| ---- | ---- | ----- | ---- |
| 524  | 514  | 1 046 | 976  |

## Territoire
Les communautés suivantes sont comprises sur le territoire de la municipalité rurale:
- Olha
- Vista

## Référence
- (en) Cet article est partiellement ou en totalité issu de l’article de Wikipédia en anglais intitulé « Rural Municipality of Rossburn » (voir la liste des auteurs).

1. ↑  « Statistique Canada - Profils des communautés de 2006 -    Rossburn » (consulté le 6 juin 2020)
2. ↑  « Statistique Canada - Profils des communautés de 2016 -   Rossburn » (consulté le 3 juin 2020)